# Integrierter Umweltschutz
Integrierter Umweltschutz ist eine von zwei Vermeidungstechnologien im Umweltschutz. Er verringert die Umweltbelastung, indem umweltfreundlichere Produkte und Produktionsverfahren eingesetzt werden. Beispiele sind etwa wasserlösliche Lacke oder das prozessinterne Wasserrecycling.
Im Gegensatz zur End-of-pipe-Technologie ist diese Maßnahme jedoch schwerer umzusetzen, denn es ist aufwendiger und kostspieliger, den Produktionsablauf umweltfreundlicher zu machen, als einfach am Ende des Prozesses Reduktionsverfahren einzusetzen – obwohl ein geringerer Verbrauch auch eine höhere Effizienz bedeuten würde.
Dennoch hat sich dieser Ansatz international allmählich durchgesetzt, so eine empirische Studie des Zentrums für Europäische Wirtschaftsforschung (ZEW). Demnach dominierte im Jahr 2003 integrierter Umweltschutz als Strategie vor klassischen End-of-pipe-Ansätzen. Deutschland wies dabei von sieben untersuchten OECD-Ländern mit 57,5 Prozent den geringsten Anteil an integriertem Umweltschutz auf, während Japan mit 86,5 Prozent an der Spitze liegt.